# Биркенхајде
Биркенхајде (њем. Birkenheide) општина је у њемачкој савезној држави Рајна-Палатинат. Једно је од 25 општинских средишта округа Рајна-Палатинат. Према процјени из 2010. у општини је живјело 3.162 становника. Посједује регионалну шифру (AGS) 7338003.

## Географски и демографски подаци
Биркенхајде се налази у савезној држави Рајна-Палатинат у округу Рајна-Палатинат. Општина се налази на надморској висини од 90 метара. Површина општине износи 2,9 km².

## Становништво
У самом мјесту је, према процјени из 2010. године, живјело 3.162 становника. Просјечна густина становништва износи 1.079 становника/km².